# 斯帕德希納
51°20′29″N 33°44′5″E / 51.34139°N 33.73472°E
斯帕德什奇納（烏克蘭語：Спадщина）是位於烏克蘭東北部的村莊，由蘇梅州科諾托普區的普蒂夫利市鎮負責管轄。該村處於謝伊姆河右岸，距離薩福尼夫卡1公里，海拔高度133米，2001年人口106。